# آلة الزمن (رسوم متحركة)
آلة الزمن مسلسل رسوم متحركة أمريكي من إنتاج شركتي حنا وباربيرا وتلفزيون باراماونت عرض لأول مره في 8 نوفمبر 1980 واستمر عرضه حتى 18 سبتمبر 1982 . تمت دبلجة المسلسل للغة العربية .

## وصلات خارجية
- آلة الزمن على موقع IMDb (الإنجليزية)
- آلة الزمن على موقع كينوبويسك (الروسية)
- آلة الزمن على موقع قاعدة بيانات الفيلم (الإنجليزية)
- https://web.archive.org/web/20150924031845/http://www.hulu.com/fonz-and-the-happy-days-gang